# مجرد قبلة
مجرَّد قُبلة (بالإنجليزية: Just a Kiss)‏ هو فيلم كوميديا سوداء من إخراج فيشر ستيفنز سنة 2002. وقد كان أول فيلم أخرجه بعد انتقاله من التمثيل إلى صناعة الأفلام. كتب السيناريو باتريك برين. تم تصوير الفيلم في مدينة نيويورك.

## طاقم التمثيل
- رون إلدارد في دور داغ
- كيرا سيدقويك في دور هالي
- ماريسا تومي في دور بولا
- مارلي شيلتن في دور ريبيكا
- تاي ديغز في دور أندري
- ساريتا تشودري في دور كولين
- باتريك برين في دور بيتر
- زو كالدويل في دور جيسيكا
- بيتر دينكلاج في دور دينك
- برونو أماتو في دور جو
- إيدينا مينزيل في دور ليندا

## روابط خارجية
- مجرد قبلة على موقع IMDb (الإنجليزية)
- مجرد قبلة على موقع ميتاكريتيك (الإنجليزية)
- مجرد قبلة على موقع روتن توميتوز (الإنجليزية)
- مجرد قبلة على موقع نتفليكس (الإنجليزية)
- مجرد قبلة على موقع قاعدة بيانات الأفلام العربية
- مجرد قبلة على موقع ألو سيني (الفرنسية)
- مجرد قبلة على موقع Turner Classic Movies (الإنجليزية)
- مجرد قبلة على موقع أول موفي (الإنجليزية)
- مجرد قبلة على موقع بوكس أوفيس موجو (الإنجليزية)
- مجرد قبلة على موقع فيلمافينيتي (الإسبانية)